# Strage del pane
La strage del pane, o strage di Via Maqueda, fu un fatto di sangue accaduto a Palermo, in Via Maqueda, il 19 ottobre 1944, durante la seconda guerra mondiale.
Fu una delle prime stragi documentate durante la campagna d'Italia, un episodio che aumentò il consenso della popolazione nei confronti del nazionalismo siciliano e contribuì, in maniera significativa, alla nascita dell'Esercito volontario per l'indipendenza della Sicilia.

## Storia
I militari di un plotone del Regio Esercito, appartenenti al 139º Reggimento fanteria "Bari" (provenienti dalla 47ª Divisione fanteria "Bari" e dal 30 settembre 1944 utilizzati per costituire la IV Brigata Sicurezza Interna) che si trovavano davanti a Palazzo Comitini (allora sede della prefettura e oggi della provincia), spararono ad altezza uomo e lanciarono due bombe a mano contro una folla di civili che protestavano, in maniera pacifica, per la mancanza di cibo e lavoro e per la mancata ricostruzione dei palazzi distrutti nei due anni precedenti dai bombardamenti francesi, inglesi, tedeschi e soprattutto americani.

## Vittime
Il bilancio dell'eccidio fu di almeno 24 morti e ben 158 feriti, tra cui due donne e alcuni minori. Furono deferiti al tribunale militare un sottotenente, tre sottufficiali e 21 soldati, ma nel 1947 la sentenza derubricò le accuse a «eccesso colposo di legittima difesa». Malgrado si fosse trattato di una protesta pacifica, nessuna condanna venne emessa contro gli esecutori materiali perché «costretti a difendersi».